# Palmeria dolei
El akohekohe (Palmeria dolei) es una especie de ave paseriforme de la familia Fringillidae endémica de Hawái. Es la única representante del género Palmeria. Está en grave peligro de extinción.
Es endémica de Hawái y su distribución ahora se reduce a la isla de Maui. Su hábitat natural son los bosques tropicales hawaianos dominados por el koa (un tipo de acacia) y el ‘ōhi‘a lehua en uno de los lados del volcán Haleakalā, desde los 1300 a los 2200 m s. n. m. Es el miembro más grande de la subfamilia Drepanidinae en la isla, midiendo entre 17 y 18 cm.  Los adultos son de color negro brillante con líneas blancuzcas en los costados. Las partes inferiores son negras blancuzcas y las patas, negras. Posee plumas naranjas en las alas y rojizas detrás de los ojos, además de un penacho crema que sale de estos y una cresta de plumas doradas en su cabeza. Los jóvenes son marrones sin plumas naranjas. Produce una variedad de sonidos y cantos.
Su población se estima en unos 3800 ejemplares, divididos en dos poblaciones separadas por la depresión Ko'olau.

## Alimentación
Se alimenta sobre todo del néctar de las flores del ‘ōhi‘a lehua (Metrosideros polymorpha) en la copa de los árboles, además de insectos y fruta. También se alimenta en el sotobosque, alimentándose de plantas como el ʻākala (Rubus hawaiensis). Es agresivo y puede alejar a otras aves con las que compite, como el ʻApapane y el ʻIʻiwi.

## Amenazas
Actualmente, el ʻAkohekohe sobrevive sólo en Maui, pero hasta inicios del siglo XX se le podía encontrar en Molokai, hasta su desaparición en el año 1907, considerándose extinto desde esa fecha, hasta que una colonia fue descubierta en una reserva en Halakea, Maui. Con el transcurso del tiempo, esta especie se ha vuelto cada vez más rara. Los primeros habitantes de la isla, los polinesios, intentaron adecuar el terreno para instalarse, talando buena parte del bosque y convertirlo en tierras de cultivo. Con la llegada de los europeos se introdujeron nuevos factores, incluidas tres especies de ratas, que entraron en competencia por el alimento con las aves, además de atacar a los huevos y pichones. Su curiosa apariencia lo hace blanco de los coleccionistas. En el 1900, los mosquitos fueron introducidos, transmitiendo enfermedades a las cuales las aves no tenían resistencia. Finalmente está la introducción de especies ajenas a la isla, como las cabras asilvestradas, cerdos, ciervos y otras aves, que también compiten con ellas.

## Conservación
De acuerdo con el Acta de Especies Federales Amenazadas, esta ave está protegida por la ley junto con su hábitat, siendo introducida a ésta en marzo de 1967. También fue parte de otros documentos, incluidos el Plan de Recuperación de Aves Forestales de Maui-Molokai en 1967, por el Servicio de Pesca y Vida Silvestre de los Estados Unidos. Se usaba como referencia para proteger la vida endémica de estas dos islas. El plan final se elaboró en 1984 y se dedica a vigilar a las especies y erradicar cualquier tipo de ungulado introducido en el área que pudiera molestar o amenazar al ʻAkohekohe y a otras aves nativas de los bosques de Maui.